# Джеймс Клавелл
Джеймс Клавелл (англ. James Clavell; нар. 10 жовтня 1924, Сідней, Австралія — пом. 7 вересня 1994, Швейцарія) — американський письменник та сценарист.

## Біографія
Джеймс Клавелл народився 10 жовтня 1924 року в місті Сідней (Австралія). Його батько та дід були офіцерами Британського Королівського ВМФ. Вони зберегли у молодому Джеймсі любов до історій про плавання в океанах, про екзотичні порти та великих людей. Бувши сином морського офіцера, Клавелл жив у багатьох портових містах Британської Співдружності, включаючи Гонконг. Джеймс у ранньому віці почав вивчати східну культуру. Його здатність до мов розширила його майбутній літературний словник.
Після закінчення середньої школи в Англії, у шістнадцять років, Клавелл наслідував сімейну традицію та вибрав військову кар'єру. Однак замість флоту він потрапив до артилерії. Після початку Другої світової війни Клавелл потрапив у джунглі Малайзії, де був поранений, і кілька місяців переховувався у селі. Зрештою був схоплений японськими солдатами та знаходився у полоні до кінця війни у двох японських таборах. Один був розташований на острові Ява, а другий — сумнозвісна в'язниця Changi близько Сінгапуру. У японському таборі військовополонених Чангі, за роки війни містилося близько 50 тисяч військовополонених, 850 з них померло. Це найнижчий показник смертності серед військовополонених, у середньому в японських таборах смертність становила 27 % від загальної чисельності військовополонених.
Звільнившись після перемоги з полону, він отримав відпустку. Під час відпустки в Англії з ним стався нещасний випадок, який залишив його кульгавим на одну ногу і змусив його закінчити військову кар'єру.
У 1946 Джеймс поступив у Бірмінгемський університет, де він зустрів балерину та актрису Епріл Страйд. Вони одружилися 20 лютого 1951. Пізніше у них народилися дві дочки Мікаела та Холлі. Через професії дружини, Джеймс часто відвідував кіностудії. Тут він знайшов своє нове покликання. Протягом декількох років він працював дистриб'ютором фільмів, а у 1953 вся родина переїжджає в США. У Нью-Йорку Джеймс працює у телепроєктах, але незабаром збувається його мрія — потрапляє у Голлівуд. Він не одразу знайшов своє місце у кіно і певний час, щоб годувати сім'ю, працює теслею.
У 1958 за першим сценарієм Клавелла знятий фільм «Муха», який став визнаним класичним трилером. Наступний фільм Клавелла був «Ватусі» з Майклом Кейном у головній ролі. Однак фільм не отримав гідної критики. Приблизно у цей час Клавелл почав рухатися до нової мети: він захотів повністю управляти всім процесом створення фільму. Він не лише пише сценарій до фільму, але і виробляє його, і продає. Його перша спроба у цій «триєдності» — низькобюджетний фільм виробництва студії 20th Century Fox «П'ять воріт в пекло» (1959), що розповідає про роботу французьких санітарів в Індокитаї.
У 1960 Клавелл написав сценарій для фільму «Велика втеча», а також став його продюсером. На відміну від попередніх робіт, «Велика втеча» з його зоряним складом (Стів Маккуін, Джеймс Гарднер, Річард Аттенборо, Чарльз Бронсон, Джеймс Кобурн і Девід МакКаллум), мав великий успіх. За сценарій до цього фільму він здобув нагороду Screen Writers Award. Успішна робота не давала Клавеллу забути про жахіття війни та полону. Його творчість просякнута конфліктами між націями та расами. Епріл порадила йому висловити свої жахи та спогади у письмовій формі для того, щоб перенести свої персональні конфлікти та дилеми на вигадані характери. Страйк сценаристів 1960 дав Клавеллу можливість почати писати його перший роман «Король щурів», виданий у 1962.
У 1963 успішний сценарист, режисер, продюсер, а тепер ще й письменник, отримав американське громадянство. У 1966 Клавелл видає другий роман — «Тай-Пен», а потім пише ще кілька сценаріїв і продовжує знімати фільми, які можна віднести або до чистого трилеру, або до військової драми. У 1975 Клавелл видає свій найвідоміший роман «Сьоґун», що викликав бурю захопленої літературної критики. Цей твір екранізований вже у 1980. У 1983 Клавелл видає переклад книги Сунь Цзи «Мистецтво війни». У 1986 виходить у світ «Азійський цикл», кілька сценаріїв за виданими раніше романами та книги для дітей. Останній роман Джеймса Клавелла «Гайдзін» (японською (грубо) — «іноземець») виданий у 1993 році.
7 вересня 1994 Джеймс Клавелл помер у Швейцарії.

## Книги
Азійська сага складається із шести романів:
- Король Щурів, написана у 1962, час дії 1945, японський табір для військовополонених.
- Тай-Пен, написана у 1966, час дії 1841, Гонконг, 1-а книга про дім Струанів.
- Шьоґун, написана у 1975, час дії 1600, середньовічна Японія.
- Гайдзін, написана у 1993, час дії 1862, Японія, 2-а книга про дім Струанів.
- Шляхетний будинок, написана у 1981, час дії 1963, Гонконг, 3-я книга про дім Струанів.
- Вихор, написана у 1986, термін дії 1979, Іран, 4-я (остання) книга про дім Струанів.

## Переклади українською
- Джеймс Клавелл. Шьоґун. Азійська сага 1. У двох частинах. пер. з англ. Юлія Лозова. — Київ: Лабораторія, 2025. Книга 1 — 512 с, Книга 2 — 640 с.[6]

## Фільми
- Муха (1958), сценарист
- Ватусі (1959), сценарист
- П'ять воріт у пекло (1959), сценарист, продюсер, режисер
- Гуляти як дракон (1960), сценарист, продюсер, режисер
- Велика втеча (1963), сценарист, продюсер
- Ескадрилья 633 (1964), сценарист
- Помилка Сатани (1965), сценарист
- Щурячий Король (1965), сценарист
- Серу з любов'ю (1967), сценарист, продюсер, режисер
- Солодкий та гіркий (1967), сценарист, продюсер, режисер
- Де Джек? (1969), продюсер, режисер
- Остання долина (Війна хрестоносців) (1970), сценарист, продюсер, режисер
- Серу з любов'ю (ТБ) (1974), сценарист
- Сьоґун (ТБ) (1980), сценарист, продюсер
- Сьоґун (серіал) (1980), сценарист, продюсер
- Дитяча історія (ТБ) (1982), сценарист, продюсер, режисер
- Тай-Пен (1986), сценарист
- Шляхетний будинок (серіал) (1988), сценарист, продюсер